# Huaca de la Luna

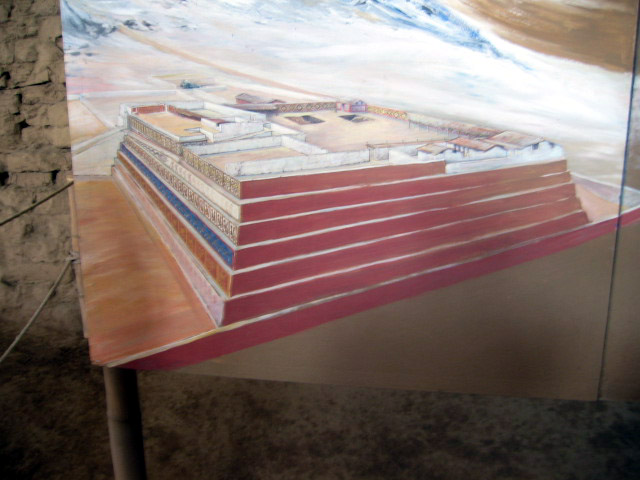
Model Huaca de la Luna

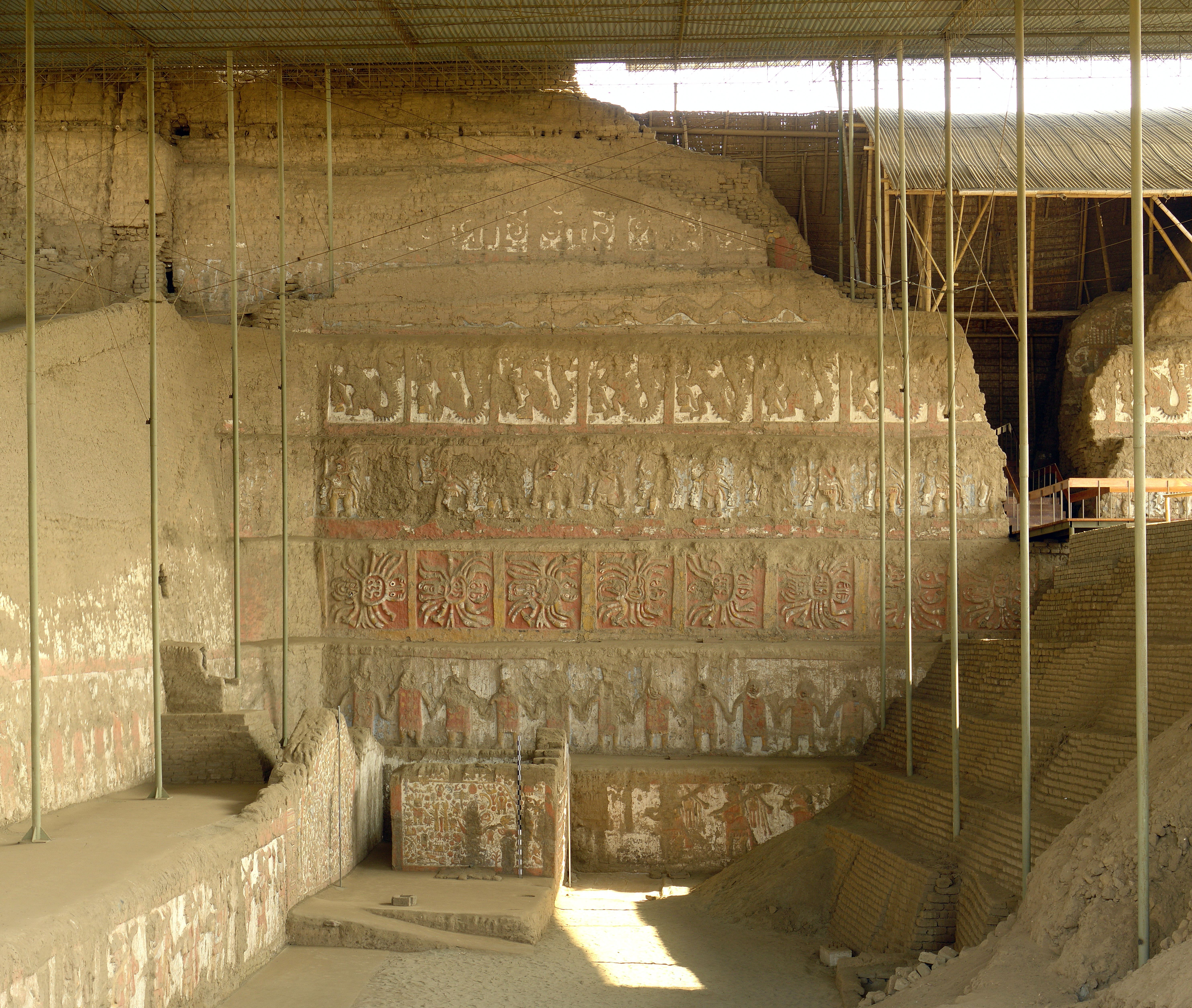
Główny mural świątyni

Huaca de la Luna (Świątynia Księżyca) – prekolumbijska budowla wzniesiona z milionów suszonych cegieł przez kulturę Mochica (Moche). Położona jest w pobliżu wulkanu Cerro Blanco w dolinie Moche na północnym wybrzeżu Peru. W jej pobliżu znajduje się siostrzana budowla zwana Huaca del Sol (Świątynia Słońca).
Budowla została wzniesiona między I a VIII wiekiem n.e. Razem z przyległymi placami i platformami mierzy u podstawy 210x290 metrów. Przed nią rozciąga się duży plac otoczony grubym murem, a po jego lewej stronie znajdują się tarasy i rampa prowadząca na górę świątyni. Na szczycie mieścił się dziedziniec oraz ołtarz. Według archeologów Ricardo Moralesa i Santiago Uceda Castillo badających strukturę, wbrew nazwie nie była ona poświęcona Księżycowi lecz bogowi Aiapecowi. Archeolodzy przypuszczają również, że Huaca de la Luna poza funkcjami administracyjnymi, wojskowymi oraz mieszkalnymi pełniła przede wszystkim funkcje ceremonialne i religijne. Tam też kapłani ustalali nadejście określonych zjawisk naturalnych jak: przesilenia, równonoce, pory deszczowe czy zaćmienia słońca i księżyca. Wiele pomieszczeń zostało udekorowanych kolorowymi freskami z tym związanymi. Kapłani ogłaszali również jaka jest boska wola i jakiego rodzaju ofiary są wymagane. Często były to ofiary z ludzi, których krew ofiarowywano bogowi Aiapecowi.
W jednym z naroży głównego placu u podnóża świątyni znajdują się freski przedstawiające sceny z mitologii kultury Moche, zwierzęta z boskimi atrybutami, sceny z połowów ryby oraz wojownicy w różnych pozach. Archeolodzy uważają, że w tym miejscu odbywały się przygotowania do uroczystości na głównym placu.
Po upadku kultury Moche jej terytoria zostały częściowo zajęte przez osadników Chimú, a w XV wieku znalazły się pod kontrolą Inków. Po najeździe hiszpańskich konkwistadorów budowle Huaca zostały całkowicie porzucone. Pierwsze badania świątyni przeprowadził w latach 1898-99 niemiecki archeolog Max Uhle. Od jego nazwiska wziął nazwę jeden z placów, który uważał za jedno z trzech najważniejszych miejsc na tym stanowisku. Później obiekt badali jeszcze m.in. Alfred Kroeber i Rafael Larco Hoyle. Wykopaliska ujawniły pozostałości ceramiki, figurek zwierząt i ludzi oraz pochówki. Na początku 2017 roku przy jednym z placów po zachodniej stronie budowli natrafiono na trzy grobowce należące przypuszczalnie do władców lub kapłanów. Zmarli mieli 18 i 40 lat. Wraz z nimi złożono ceramiczne naczynia o wysokiej wartości artystycznej.